# Albatros (film 2021)
Albatros è un film del 2021 diretto da Xavier Beauvois.

## Trama
La vita di Laurent, agente di polizia di una piccola città della Normandia in procinto di sposare Marie, dalla quale ha una figlia, viene sconvolta quando uccide accidentalmente un contadino che minaccia di suicidarsi.

## Produzione

### Riprese
Le riprese sono state effettuate in Normandia e a L'Île-d'Yeu, nel dipartimento della Vandea.

## Distribuzione
Il film è stato mostrato in anteprima mondiale il 10 giugno 2021 alla 71ª edizione del Festival internazionale del cinema di Berlino.
In seguito è stato proiettato in altre manifestazioni, tra cui il New Horizons Film Festival di Breslavia e il La Roche-sur-Yon International Film Festival, e il 3 novembre 2021 è uscito nelle sale cinematografiche in Francia.

### Data di uscita
- 3 novembre 2021 in Francia
- 31 dicembre 2021 in Polonia (Albatros)
- 27 gennaio 2022 in Portogallo (Albatros)

## Accoglienza

### Critica
Il sito Metacritic assegna al film un punteggio di 55 su 100 basato su 5 recensioni.